# Eda kommun
Eda kommun er en kommune i Värmlands län, Sverige med 8.000 indbyggere (2006). Hovedby i kommunen er Charlottenberg.
59°53′00″N 12°17′00″Ø / 59.883333333333°N 12.283333333333°Ø